# زاک زورن
زاک زورن (به انگلیسی: Zac Zorn) (زادهٔ ۱۰ مارس ۱۹۴۷) شناگر اهل ایالات متحده آمریکا است.